# 动作冒险游戏

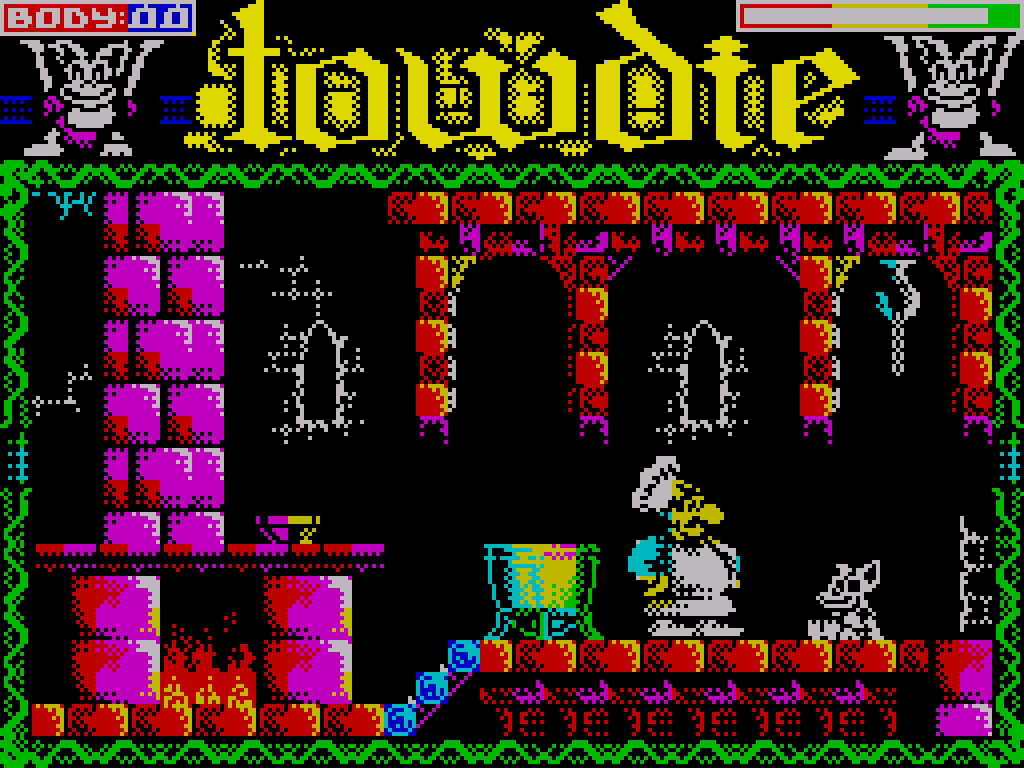
一款动作冒险游戏

动作冒险游戏（英語：Action-adventure game，簡稱A-AVG）是冒险游戏的分支，它融合了动作游戏的一些特征。游戏过程中玩家除了需要探索找到游戏过关的关键物品，通过各种各样的险要的地形之外，还可能需要与游戏中的其他角色进行战斗。

## 著名作品
- 極地戰嚎系列
- 正當防衛系列
- 薩爾達傳說系列
- 波斯王子系列
- 鬼屋魔影
- 古墓奇兵系列
- 生化危机系列
- 俠盜獵車手系列
- 惡魔城X 月下夜想曲
- 沉默之丘系列
- 零系列
- 惡魔獵人系列
- 2004年以後的忍者外傳系列
- 2018年以後的战神系列
- 刺客教條系列
- 秘境探險系列
- 巫師系列
- 小小大星球系列
- 原型兵器
- 香港秘密警察
- 碧血狂殺系列